# Biblia warszawsko-praska
Biblia warszawsko-praska – tłumaczenie Biblii na współczesny język polski dokonane przez ks. bp. Kazimierza Romaniuka. Praca nad przekładem rozpoczęła się w 1961 i zajęła autorowi 35 lat. W 1976 ukazał się przekład Nowego Testamentu, a w 1997 całej Biblii.
Jest to trzeci od czasu przekładu Szymona Budnego kompletny przekład Biblii na język polski, wykonany w całości przez jedną osobę oraz pierwsze w polskiej historii wykonane przez jedną osobę, katolickie tłumaczenie z języków oryginalnych.

## Opis przekładu
W latach 1961–1962 z inicjatywy ks. prof. Ryszarda Paciorkowskiego z ATK powstała pierwsza polska choć nieudana inicjatywa ekumenicznego przekładu Nowego Testamentu. Stronę katolicką reprezentowali ks. prof. Jan Stępień (późniejszy rektor ATK), ks. prof. Feliks Gryglewicz z KUL oraz ks. Kazimierz Romaniuk. Spotykali się oni z grupą duchownych innych Kościołów chrześcijańskich. Stronę protestancką reprezentowali wówczas dwaj luteranie: ks. Zygmunt Michelis i ks. Otton Krenz, a prawosławną ks. Jerzy Klinger z ChAT. Jednak już po kilku spotkaniach roboczych inicjatywa upadła, głównie z powodu ingerencji ówczesnej służby bezpieczeństwa, która z podejrzliwością patrzyła na wszelki dialog międzykościelny, a także z powodu niespodziewanej śmierci ks. Ottona Krenza w roku 1962.
Podejmując pracę nad własnym tłumaczeniem Nowego Testamentu, ks. Kazimierz Romaniuk starał się jednak zachować choćby częściowo ekumeniczny charakter przekładu. Dlatego też w pierwszym wydaniu, które ukazało się w roku 1976 przypisy i wyjaśnienia zostały znacznie ograniczone. Był to ukłon w stronę niekatolików w owym czasie bardzo skrupulatnie przestrzegających zasady, by tekstu biblijnego nie opatrywać żadnymi wyjaśnieniami.
Pełny przekład Biblii ukazał się w roku 1997. Podstawowym założeniem tłumacza była daleko posunięta komunikatywność języka. Dlatego Biblia warszawsko-praska uznawana jest za dokonanie na pograniczu przekładu dynamicznego i parafrazy.
W 1985 ukazała się Synopsa polska czterech ewangelii oparta na tłumaczeniu bp. Romaniuka.
Konkordancja do przekładu Nowego Testamentu ukazała się w dwóch tomach (A–O, P–Ż) w Warszawie w roku 1985 nakładem Akademii Teologii Katolickiej.